# ABF (Messe)
Die abf (Verkürzung von auto boot freizeit, seit 2024: Abenteuer.Bewegung.Freizeit) ist eine Freizeit- und Einkaufsmesse, die seit 1978 jedes Jahr Anfang Februar auf dem Messegelände Hannover stattfindet. Ausgerichtet wird die Messe von der Fachausstellungen Heckmann GmbH. Bis 2014 gehörten die Themenwelten bauen + wohnen, Aktiv & Fit, Garten & Ambiente, Autotage Hannover, Caravan & Camping und Marktplatz zu den festen Bestandteilen der Messe. 2015 wurde die abf von neun auf fünf Tage verkürzt und bildet seitdem ausschließlich die Freizeitthemen Reisen & Urlaub, Aktiv & Fit, Autotage Hannover sowie Caravaning & Camping ab. Die Bereiche Bauen und Garten werden seit 2015 in der Messe B.I.G. – Bauen, Immobilien, Garten, Einrichten abgebildet, die seit 2017 parallel zur abf verläuft.

## Daten und Fakten
Insgesamt stellen auf der abf über 600 Aussteller ihre Produkte und Dienstleistungen auf über 80.000 Quadratmetern vor. Die abf belegt im Durchschnitt sieben Hallen des Messegeländes.